# Aspidacanthus
Aspidacanthus is een geslacht van wantsen uit de familie van de Miridae (Blindwantsen). Het geslacht werd voor het eerst wetenschappelijk beschreven door Odo Reuter in 1901.

## Soorten
Het genus bevat de volgende soorten:

- Aspidacanthus bambeyi Risbec, 1950
- Aspidacanthus clavipes Linnavuori, 1996
- Aspidacanthus globicollis Linnavuori, 1975
- Aspidacanthus myrmecoides Reuter, 1901
- Aspidacanthus tithonos Linnavuori, 1996